# Turnês de Diante do Trono

## Turnê Finlândia Diante do Trono 2012
Turnê Finlândia Diante do Trono 2012, é uma grande turnê realizada pela banda evangélica Diante do Trono por toda nação da Finlândia, nesta turnê ocorreu o lançamento do álbum Suomi Valtaistuimen Edessä, o primeiro álbum em finlandês da banda.

## Datas
| Data                   | Cidade    | País      | Local               |
| ---------------------- | --------- | --------- | ------------------- |
| Finlândia              |           |           |                     |
| 15 de Novembro de 2012 | Turku     | Finlândia | Helluntaiseurakunta |
| 16 de Novembro de 2012 | Helsinki  | Finlândia | Saalem              |
| 17 de Novembro de 2012 | Tampere   | Finlândia | Saalem              |
| 18 de Novembro de 2012 | Lahti     | Finlândia | Helluntaiseurakunta |
| 20 de Novembro de 2012 | Oulu      | Finlândia | Helluntaiseurakunta |
| 21 de Novembro de 2012 | Seinäjoki | Finlândia | Helluntaiseurakunta |

### Turnê Estados Unidos Diante do Trono 2013
Turnê Estados Unidos Diante do Trono 2013, é uma grande turnê realizada pela banda evangélica Diante do Trono por toda nação dos Estados Unidos.

## Datas
| Data               | Cidade        | País           | Local                       |
| ------------------ | ------------- | -------------- | --------------------------- |
| Estados Unidos     |               |                |                             |
| 23 de Maio de 2013 | Geórgia       | Estados Unidos | Cumberland Community Church |
| 24 de Maio de 2013 | Nova Jersey   | Estados Unidos | Robert Treat Hotel          |
| 25 de Maio de 2013 | Massachusetts | Estados Unidos | Lynn Auditorium             |
| 26 de Maio de 2013 | Flórida       | Estados Unidos | Sports Complex              |

### Turnê Europa Diante do Trono 2014
Turnê Europa Diante do Trono, é uma grande turnê realizada pela banda evangélica Diante do Trono por toda a Europa, a turnê começa pelo Leste da Europa e vai indo para o Oeste da Europa.

## Datas
| Data                | Cidade        | País       | Local                            |
| ------------------- | ------------- | ---------- | -------------------------------- |
| Europa              |               |            |                                  |
| 21 de Junho de 2014 | Lisboa        | Portugal   | MEO Arena                        |
| 22 de Junho de 2014 | Fafe          | Portugal   | Multiusis de Fafe                |
| 25 de Junho de 2014 | Londres       | Inglaterra | Cathedral Revival Church         |
| 27 de Junho de 2014 | Bruxelas      | Bélgica    | Birminghan Palace                |
| 29 de Junho de 2014 | Gelsenkirchen | Alemanha   | Maxx Planck Gumnasium            |
| 30 de Junho de 2014 | Gelsenkirchen | Alemanha   | Assembleia de Deus Gelsenkirchen |
| 2 de Julho de 2014  | Helsinki      | Finlândia  | Kulttuuritalo                    |
| 3 de Julho de 2014  | Tampere       | Finlândia  | Hervannan Vapaa-Aikakeskus       |
| 5 de Julho de 2014  | Paris         | França     | Théâtre Dézajet                  |